# Пьёс
Пьёс (фр. Pieusse) — коммуна во Франции, находится в регионе Лангедок — Руссильон. Департамент коммуны — Од. Входит в состав кантона Лиму. Округ коммуны — Лиму.
Код INSEE коммуны — 11289.

## Население
Население коммуны на 2008 год составляло 933 человека.
| 1962 | 1968 | 1975 | 1982 | 1990 | 1999 | 2008 |
| ---- | ---- | ---- | ---- | ---- | ---- | ---- |
| 459  | 458  | 532  | 697  | 877  | 906  | 933  |

## Экономика
В 2007 году среди 575 человек в трудоспособном возрасте (15—64 лет) 375 были экономически активными, 200 — неактивными (показатель активности — 65,2 %, в 1999 году было 69,9 %). Из 375 активных работали 346 человек (189 мужчин и 157 женщин), безработных было 29 (17 мужчин и 12 женщин). Среди 200 неактивных 49 человек были учениками или студентами, 88 — пенсионерами, 63 были неактивными по другим причинам.

## Достопримечательности
- Замок Пьёс, был построен в 1140—1145 годах графами де Фуа
- Церковь Сен-Жене (XI век)
- Церковь Сен-Андре (XI век), включена в число исторических памятников
- Руины церкви Сен-Жам
- Ораторий

## Фотогалерея

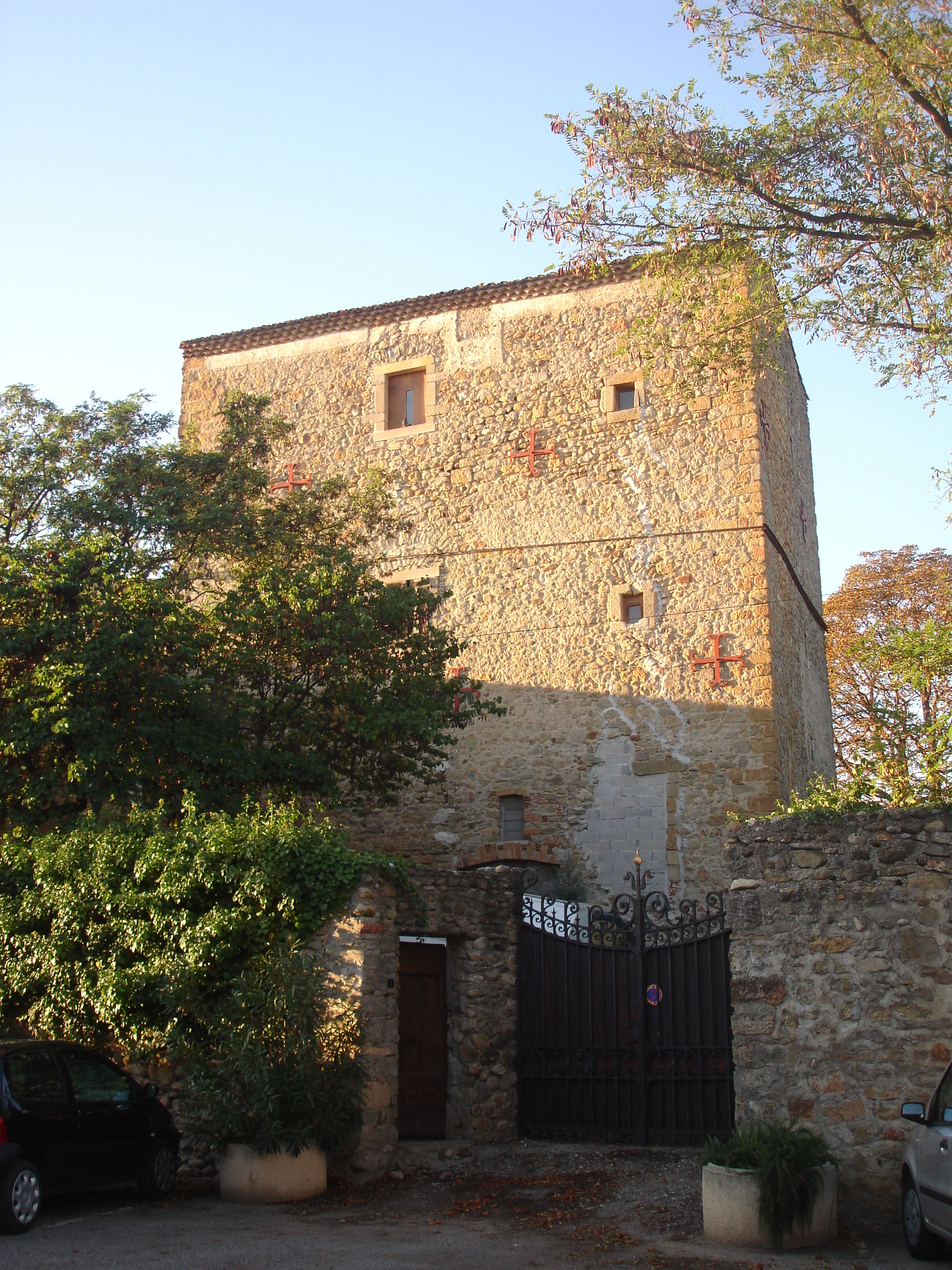
Замок
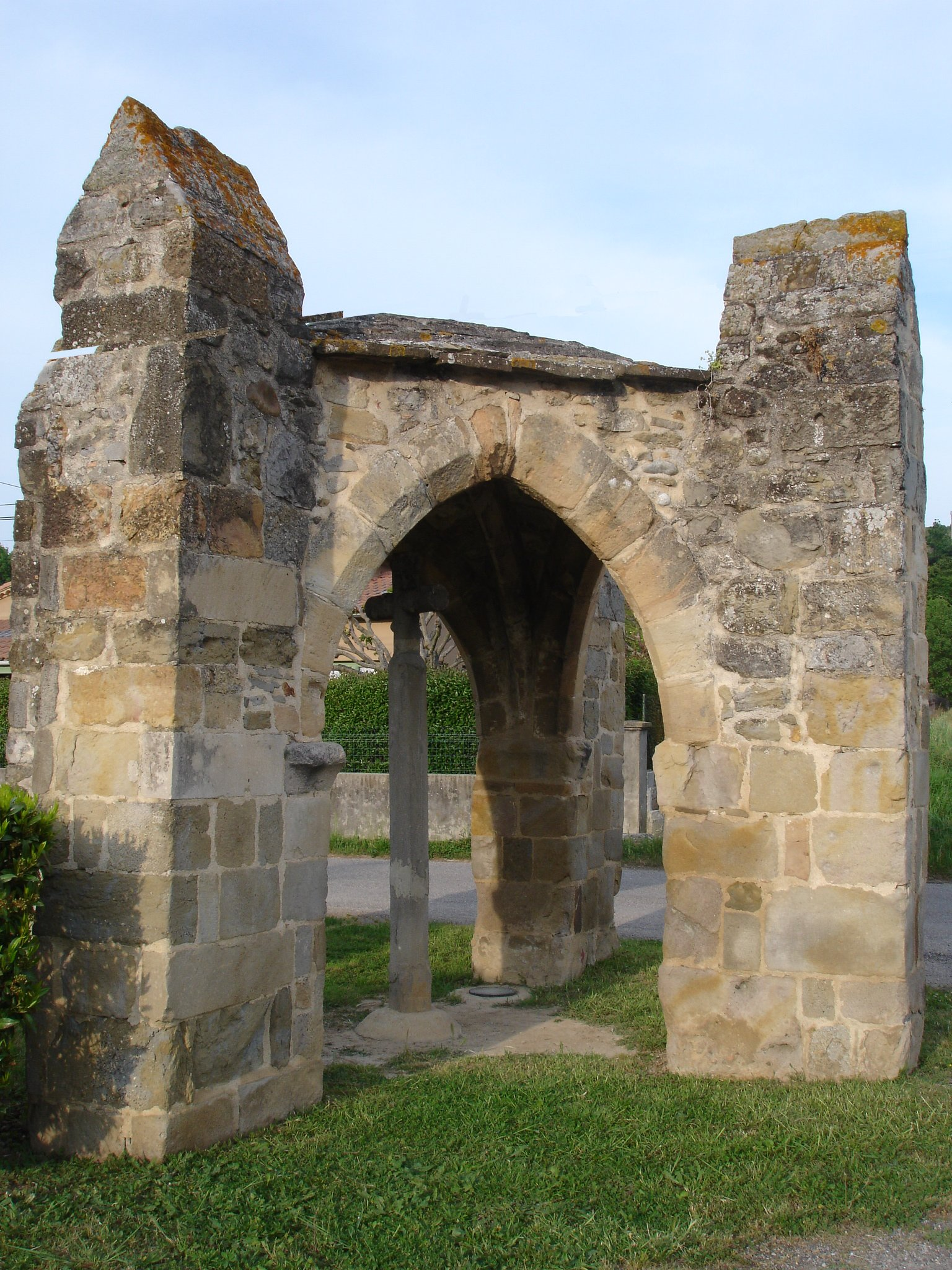
Ораторий
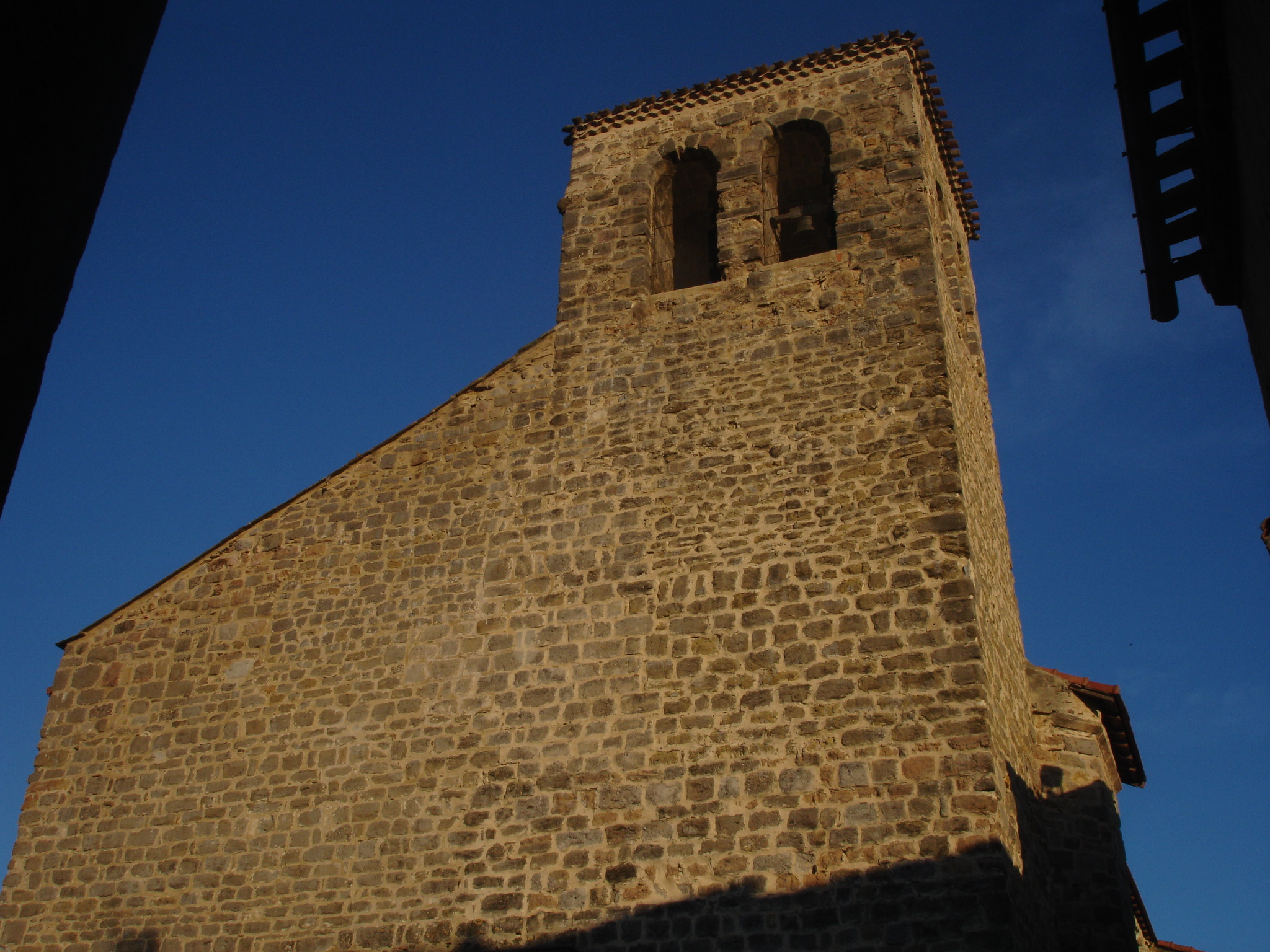
Церковь